# 南沙拟扁蟹
南沙拟扁蟹（学名：Parapalicus nanshaensis）为扁蟹科拟扁蟹属的动物。在中国大陆，分布于南沙群岛等地，生活环境为海水，一般生活于有软泥的海底。其生存的海拔上限为-138米。该物种的模式产地在南沙群岛。